# روي ماثياس
روي ماثياس (بالإنجليزية: Roy Mathias)‏ هو لاعب اتحاد الرغبي بريطاني، ولد في 2 سبتمبر 1949 في لنلي ‏ في المملكة المتحدة.

## وصلات خارجية
- روي ماثياس عل موقع إسبنسكروم (الإنجليزية)